# Harald Sioli
Harald Ludwig Felix Sioli (né à Köthen, le 25 août 1910 - mort à Plön, le 14 octobre 2004) est un agronome, chercheur et professeur universitaire brésilien.
Grand fonctionnaire de l'Ordre national du Mérite scientifique et membre correspondant de l'Académie brésilienne des sciences (2002), Harald a travaillé en Amazonie et à l'Institut biologique de São Paulo.

## Biographie
Harald Sioli est né dans la ville de Köthen, dans l'Empire allemand, en 1910. Il est diplômé en 1934 de l'Université de Kiel. Peu après, il embarque pour Recife, comme assistant de Friedrich Lenz, alors collaborateur de l'Institut Hydrobiologique de Ploen. Il avait été invité par Rodolpho von Ihering (en), directeur de la Commission technique piscicole du Nord-Est, à réaliser des études hydrobiologiques au niveau des barrages du nord-est semi-aride. Harald retourne en Allemagne en 1935, à la fin de sa mission, et n'y revient qu'en 1938.
Il a été incarcéré dans un camp de concentration à l'intérieur du Pará pendant la Seconde Guerre mondiale. Après la guerre, il effectue des recherches à l'Instituto Nacional de Pesquisas da Amazônia (INPA) de Manaus, en partenariat avec l'Institut Max Planck. En 1940, il commence ses travaux limnologiques sur l'Amazonie, où il vécut pendant deux décennies.

## Recherches
Harald Sioli a été le pionnier de la classification des eaux des fleuves amazoniens entre rivières d'« eau vive » et rivières d'« eau noire », en fonction de la richesse des composés chimiques en suspension dans l'eau.

## Décès
Harald Sioli est décédé le 14 octobre 2004 à Plön, à l'âge de 94 ans.

## Héritage
L'Association brésilienne de limnologie (ABLimno) a créé le prix Harald Sioli dans le but d'encourager la formation et la recherche scientifique en écologie aquatique au Brésil, et les étudiants de premier cycle et des cycles supérieurs peuvent y concourir.